# Elizabeth Siddal
Elizabeth Eleanor Siddal (25 de Julho de 1829 – Londres, 11 de Fevereiro de 1862), também estilizada e conhecida como "Lizzie", foi uma artista, poeta e modelo inglesa. Siddal era uma artista e poeta importante e influente. Significantes coleções de suas obras podem ser encontradas em Wightwick Manor e Museu Ashmolean. Siddal era retratada extensivamente por artistas da Irmandade Pré-Rafaelita, incluindo Walter Deverell, William Holman Hunt, John Everett Millais e seu marido, Dante Gabriel Rossetti.

## Vida inicial
Elzabeth Eleanor Siddall, nomeada a partir de sua mãe, nasceu em 25 de Julho de 1829, na casa de sua família em 7 Charles Street, Hatton Garden. Seus pais eram Charles Crooke Siddall e Elizabeth Eleanor Evans, de uma família com descendência inglesa e galega. Na época do seu nascimento, seu pai tinha um negócios de produção de talheres, mas entre 1831, sua família mudou-se para o bairro de Southwark, no sul de Londres, uma área pouco menos salubre que Hatton Garden. Os resto dos irmãos de Siddall nasceram em Southwark; Lydia, da qual ela era particularmente próxima, Mary, Clara, James e Henry. Embora não há nenhum registo dela ter frequentado a escola, ela era capaz de ler e escrever, presumidamente tendo sida educada por seus pais. Ela desenvolveu um amor pela poesia em uma idade jovem, depois de descobrir um poema de Alfred Tennyson, que serviu de inspiração para começar a escrever seus próprios poemas.

## Modelo para os Pré-Rafaelitas
Siddall primeiramente conheceu Walter Deverell em 1849, enquanto ela trabalhava numa loja de chapelaria e confecções em Cranbourne Alley, Londres. Ela foi empregada como modelo por Deverell e através dele foi introduzida aos Pré-Rafaelitas.
Embora ela fora depois elogiada por sua beleza, Siddall foi originalmente escolhida como modelo por sua simplicidade. Na época, Deverell estava trabalhando em larga pintura à óleo representando uma cena da Twelfth Night. Como o resto dos Pré-Rafaelitas, Deverell pegou sua inspiração e formas da própria vida do que um idealizado ou figura. Ele baseou seu Orsino em si mesmo, e Feste no seu amigo Dante Gabriel Rossetti. Esta foi a primeira pintura que Siddall posou.

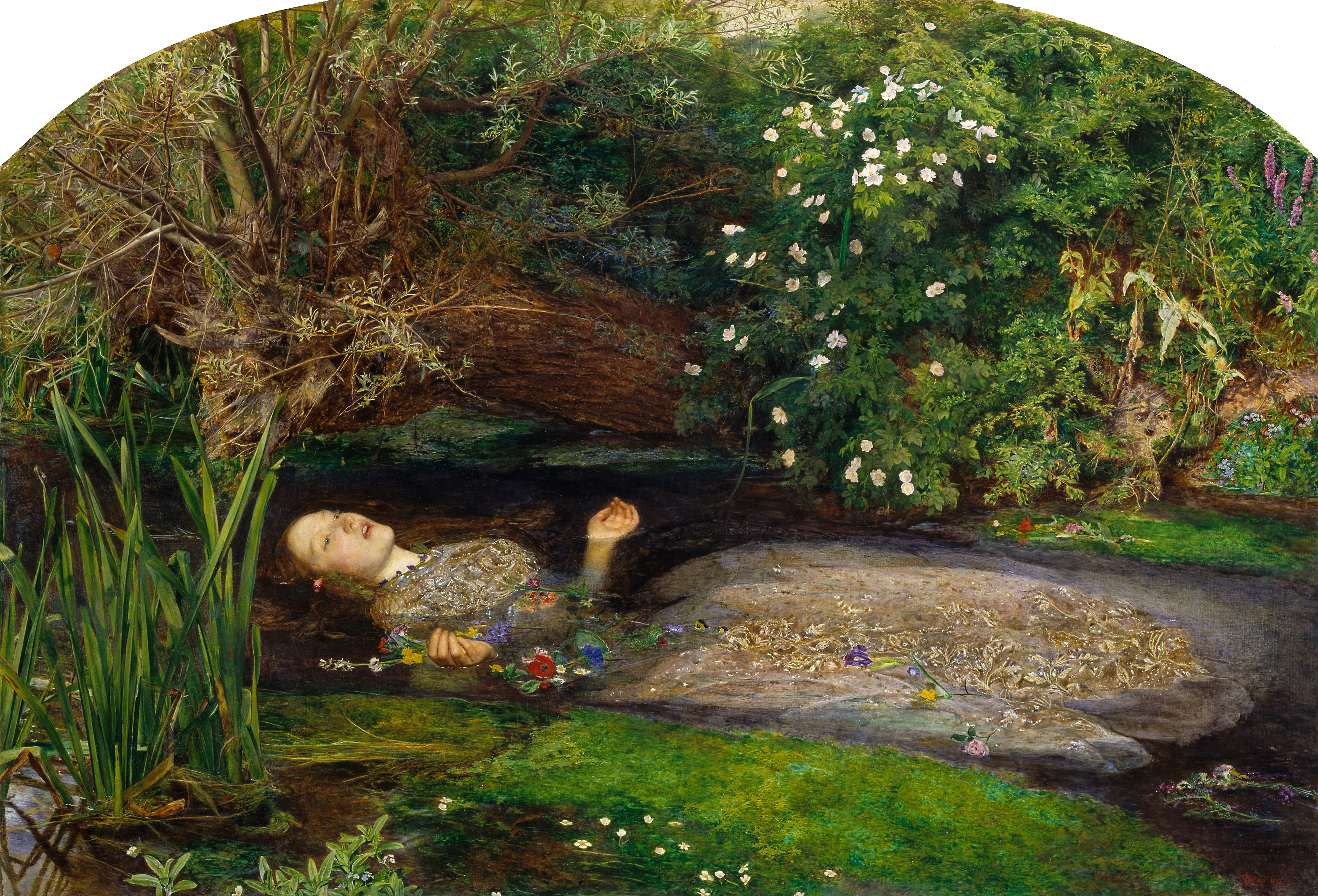
Elizabeth Siddall foi a modelo da Ophelia (1851-52) de Sir John Everett Millais

Enquanto posava para Ophelia de Millais, Siddall boiava em uma banheira cheia de água para representar Ophelia afogando. Millais pintava diariamente no inverno pondo lâmpadas à óleo na banheira para aquecer a água. Em uma das ocasiões as lâmpadas apagaram-se a água tornou fria. Millais, absorvido em sua pintura não notou o acidente e Siddall não se queixou. Depois disto ela adoeceu com gripe severa ou pneumonia. Seu pai tornou Millais como responsável e, sob a ameaça de ações legais, Millais pagou o médico.
Elizabeth Siddall era primariamente a modelo e musa para Dante Gabriel Rossetti através de sua juventude. Rossetti a conheceu em 1849, quando ela modelava para Deverell. Entre 1851, ela posava para Rossetti e ele começou a retratá-la à exclusão de quase toda as outras modelos. Rossetti também a impediu de modelar para outros Pré-Rafaelitas. O número de obras que ele produziu dela é dito ser de até centenas. Talvez o mais conhecido dos trabalhos de Rossetti sobre Siddall é Beata Beatrix, que retrata Beatrice (de Dante Alighieri) rezando, e foi pintado em 1863, um ano depois da morte de Siddall.

## Obras
Em 1852, Siddall começou a estudar com Rossetti. Ela também pintou um autorretrato, que difere da beleza idealizada retratada pelos Pré-Rafaelitas. Em 1855, o crítico de arte John Ruskin começou a subsidiar sua carreira e pagou £150 por ano em troca de todas as obras que ela produzia. Ela compôs muitos esboços, desenhos, aquarelas e também uma pintura à óleo. Seus esboços estão dispostos em um estilo similar aos dos Pré-Rafaelitas, com composições ilustrando o ciclo arturiano e outros temas medievais idealizados, quais ela exibiu com os Pré-Rafaelitas em uma exposição de verão no Russell Place em 1857.

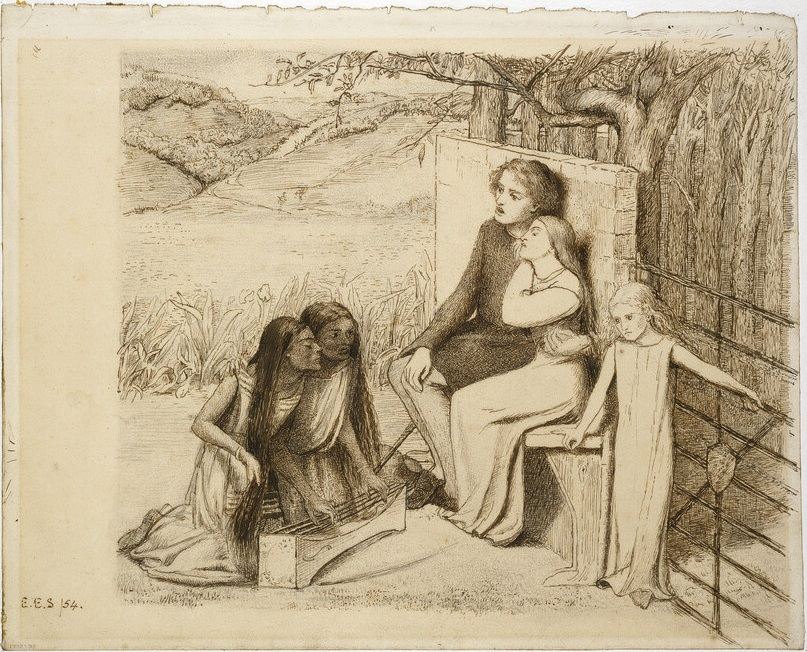
Elizabeth Siddall, Amantes ouvindo música, 1854. Caneta e tinta marrom sobre lápis em papel, 23.9 x 29.8 cm. Ashmolean Museum, Oxford.

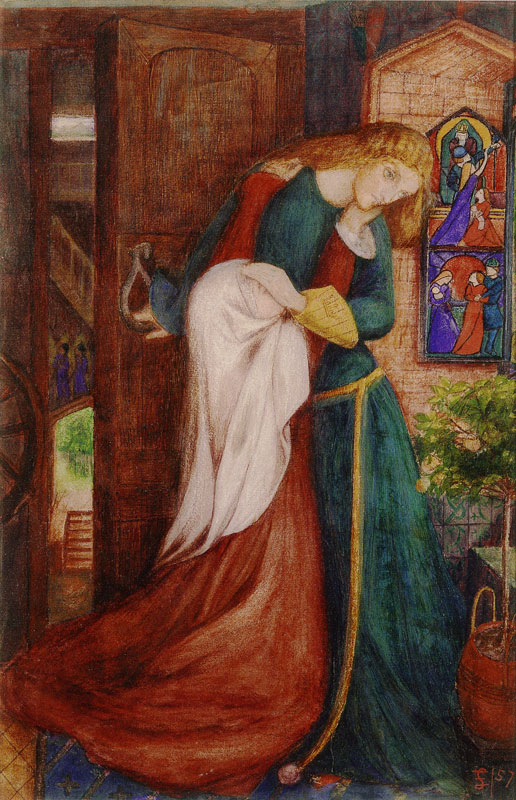
Elizabeth Siddall, Lady Clare, 1857. Aquarela em papel, 33.8 x 25.4 cm. Private collection.

Durante esse período Siddall também começou a escrever poesia, frequentemente com temas melancólicos como amores perdidos ou impossibilidade de um amor verdadeiro. O crítico William Gaunt comenta, "Seus versos eram tão simples e comoventes como baladas ancientes; seus desenhos eram tão genuínos em espirito medieval quanto as obras altamente acabadas e competentes da arte Pré-Rafaelita". Ambos Rossetti e Ford Madox Brown apoiavam e admiravam seu trabalho.
Uma exibição, intitulada "Beyond Ophelia" ("Além de de Ophelia") e curada por Hannah Squire, de 12 obras criadas por Siddall e possuídas pelo National Trust foram expostas em Wightwick Manor durante 2018. Foi apenas a segunda exibição solo de seu trabalho (a primeira foi realizada na Ruskin Gallery, Sheffield em 1991). Ela examinou a carreira de Siddall, estilo artístico, assunto, e o preconceito que ela enfrentava como uma artista mulher, além de examinar os hábitos de coleção dos Manders de Wigthwick: Rosalie e Geoffrey Mander compraram seu trabalho em 1960 e o deram ao National Trust.

## Casamento com Rossetti e relacionamento com família
Siddall e Rossetti casaram-se em 23 de Maio de 1860, quinta-feira, na St. Clement's Church na cidade litoral de Hastings. Não havia nenhuma família ou amigos presente, apenas duas testemunhas que eles solicitaram em Hastings.

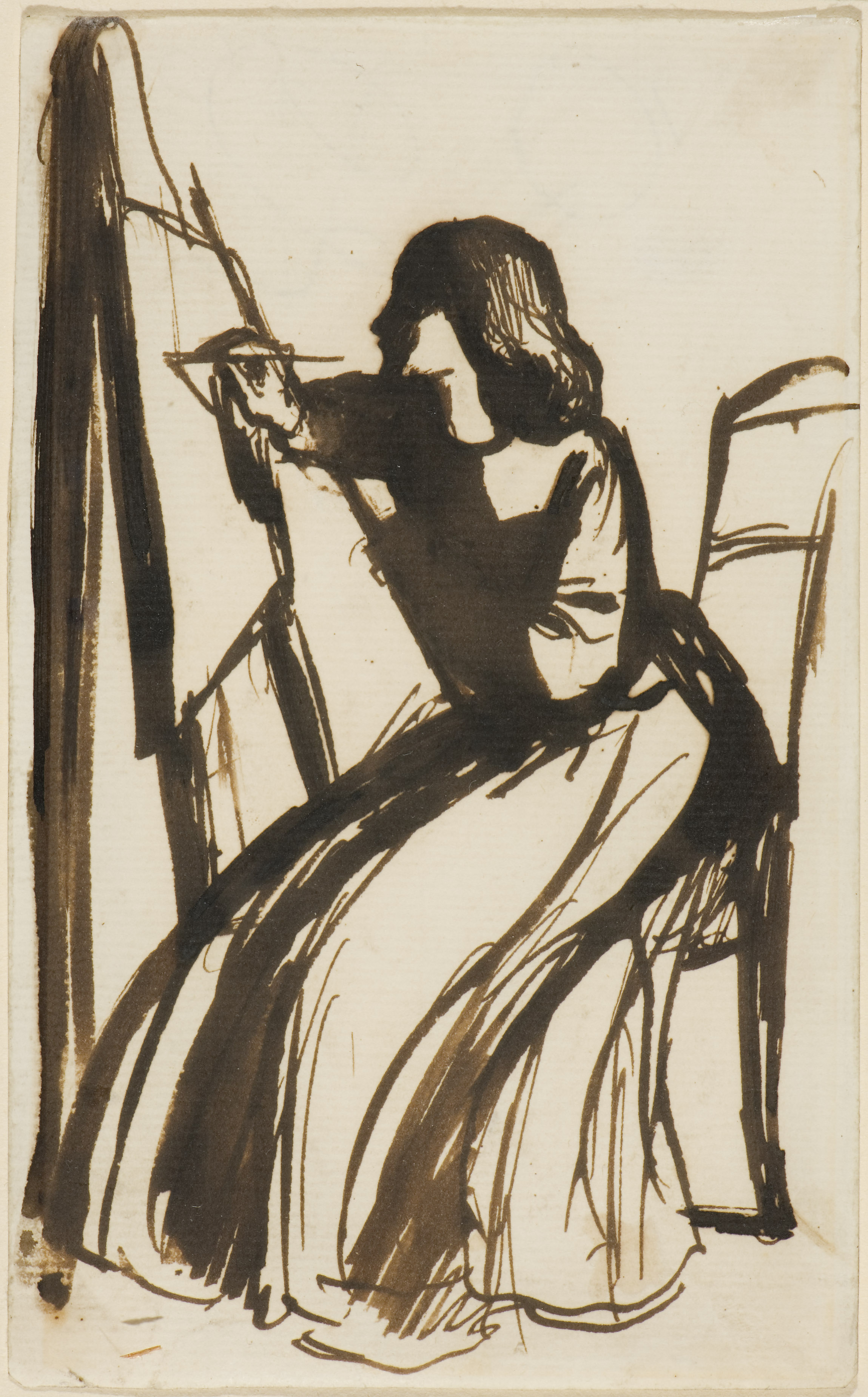
Um esboço de Siddall desenhando, por Rossetti em 1852

Quando os dois mudaram-se juntos, eles tornaram-se crescentemente antissociais e absorvidos nos afetos um do outro. Os amantes cunharam apelidos afetuosos, que incluíam "Guggums" ou "Gug" e "Dove" (pomba), um dos apelidos favoritos de Rossetti para se referir a Siddall. Ele também mudou a grafia de seu nome para Siddal, tirando o segundo "l". Siddall foi repetidamente idealizada nos esboços de Rossetti, maioria quais ele intitulava simplesmente de "Elizabeth Siddal". Nestes desenhos, Siddal era retratada como uma mulher de lazer, classe e beleza, frequentemente situados em cenários confortáveis. O último poema de Rossetti A Last Confession (Uma última confissão) exemplifica seu amor por Siddall, qual ele personifica a heroína com olhos "como o mar e o céu num dia cinzento".

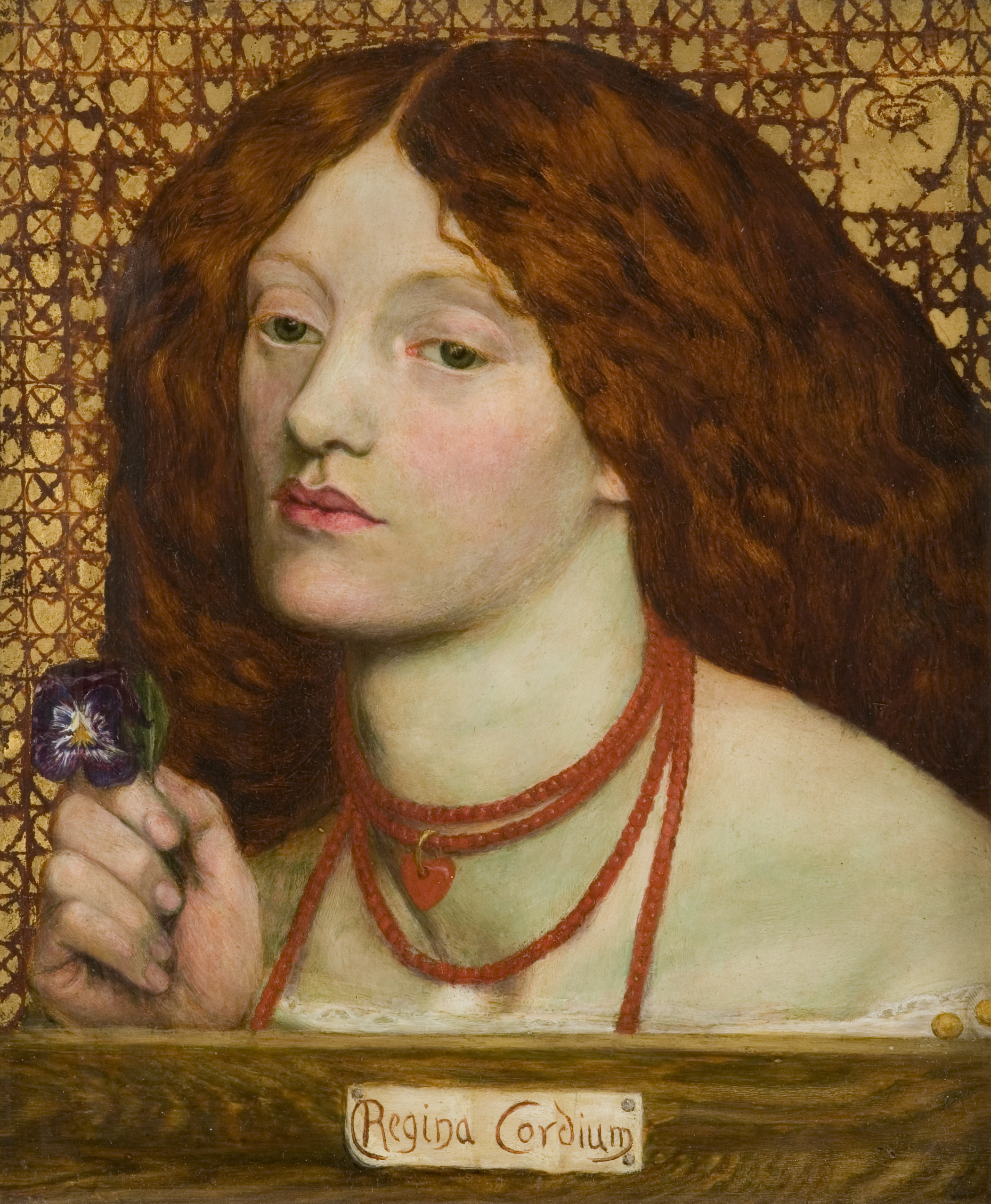
Regina Cordium —retrato de casamento de Rossetti para Siddall, 1860

Outra representação famosa de Siddall produzida por Rossetti entre o fim de seu casamento foi Regina Cordium (Rainha dos Corações), de 1860. Pintado como um retrato de casamento, essa pintura mostra uma representação aproximada e vibrante de Siddall.
Como Siddall vinha de uma família de classe trabalhadora, Rossetti temia apresentá-la aos seus pais. Siddall foi a vítima de críticas de suas irmãs. O conhecimento que sua família não iria aprovar seu casamento contribuiu para adiá-lo. Siddall parecia acreditar, com alguma justificativa, que Rossetti estava sempre procurando substituí-la para com uma musa mais jovem, o que contribui para seus então períodos depressivos e doenças.
Sete anos após sua morte, Rossetti publicou uma coleção de sonetos intitulados The House of Life (A casa da vida), neste contendo um poema "Without Her" (Sem ela), sendo uma reflexão de seu amor que uma vez partiu.

## Doença e morte
Siddall viajou para Paris e Nice por vários anos devido a sua saúde. Na época de seu casamento estava tão frágil e doente que teve de ser carregada à capela, apesar de ser uma caminhada de apenas cinco minutos de onde estava. Acredita-se que sofria de tuberculose, mas alguns historiadores julgam que algum transtorno intestinal fosse mais provável. Outros sugerem que ela talvez tivesse sido anoréxica, enquanto outros atribuem sua saúde frágil a um vício em láudano, ou combinação de doenças. Ela tornou-se depressiva e sua longa doença lhe deu acesso a láudano, do qual se tornou dependente. Em 1861 Siddall engravidou, porém sofreu uma morte fetal. A morte da filha deixou Siddall com depressão pós-parto. Ela engravidou novamente no fim de 1861.
Siddall teve overdose de láudano em Fevereiro de 1862. Rossetti encontrou-a deitada na cama após um jantar com ela e seu amigo Algernon Charles Swinburne. Após levar Siddall em casa, Rossetti compareceu ao trabalho docente no Working Men's College. Quando retornou após lecionar, encontrou Siddall inconsciente e foi incapaz de revivê-la. O primeiro médico que Rossetti chamou disse ser incapaz de salvá-la, com Rossetti solicitando então outros três médicos. Ela morreu em 11 de Fevereiro de 1862 às 7 horas da manhã em sua casa em Chatham Place, agora demolido e coberto pela Estação Blackfriars. Embora a morte tenha sido julgada acidental pelo médico legista, há sugestões de que Rossetti teria encontrado uma carta de suicídio. Consumido por luto e por culpa, foi visitar Ford Madox Brown, que supostamente o instruiu a queimar a carta, já que suicídio era ilegal, imoral, traria escândalo para a família e impediria Siddall de ter um funeral cristão.